# انتوناگون ریور
انتوناگون ریور (به انگلیسی: Ontonagon River) رودخانه‌ای است که در ایالات متحده آمریکا جریان دارد.